# Giuseppe Rivadossi
Giuseppe Rivadossi (Nave, 8 luglio 1935) è un ebanista e scultore italiano.

## Biografia
Ereditato l'interesse per l'arte dal padre Clemente, Rivadossi inizia ufficialmente la sua carriera artistica negli anni sessanta, avvicinandosi alla studio della scultura in legno, della terracotta e della lavorazione del bronzo, interessandosi fin dall'inizio dello spazio domestico che diventerà poi uno dei temi chiave di tutta la sua opera.
Negli anni settanta, grazie all'attenzione di amici come Francesca Amadio e di importanti galleristi come Renato Cardazzo, Elio Palmisano e Alfredo Paglione, comincia la sua stagione espositiva come scultore che lo vedrà esporre in diversi appuntamenti artistici nazionali e internazionali come alla Triennale di Milano (1974), alla Biennale di Mentone (1976), alla Rotonda della Besana (1980), al Palazzo del Ridotto di Cesena (1996) e alla Galleria d'arte moderna Palazzo Forti di Verona (2005).
Del lavoro e della poetica di Giuseppe Rivadossi hanno scritto fra gli altri: Giovanni Testori, Vittorio Sgarbi, Roberto Tassi, Gianfranco Bruno, Marco Vallora, Ermanno Olmi, Giorgio Cortenova, Piercarlo Santini, Mario Botta.